# Santa Cecilia (Barriosuso)

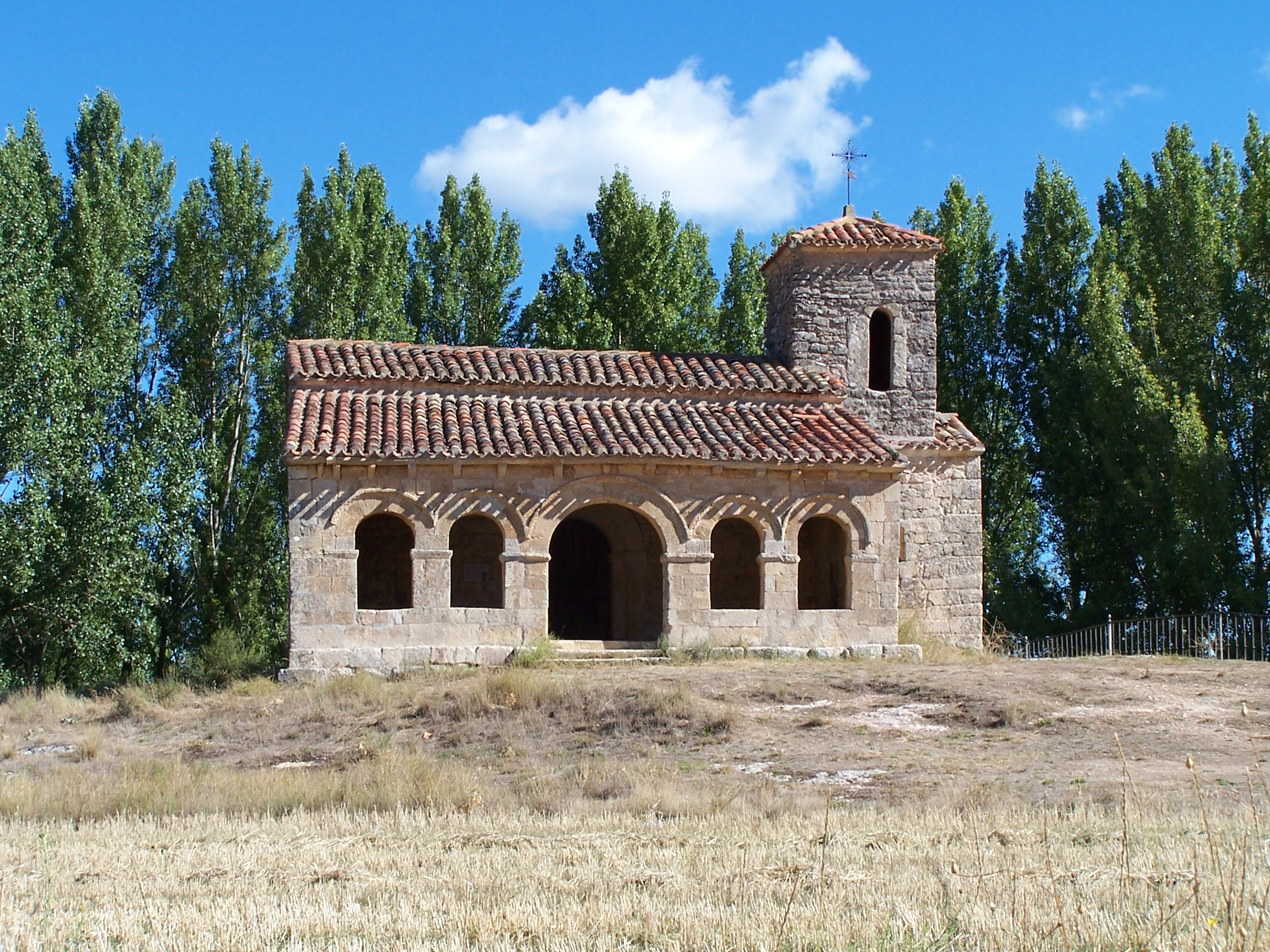
Ermita Santa Cecilia

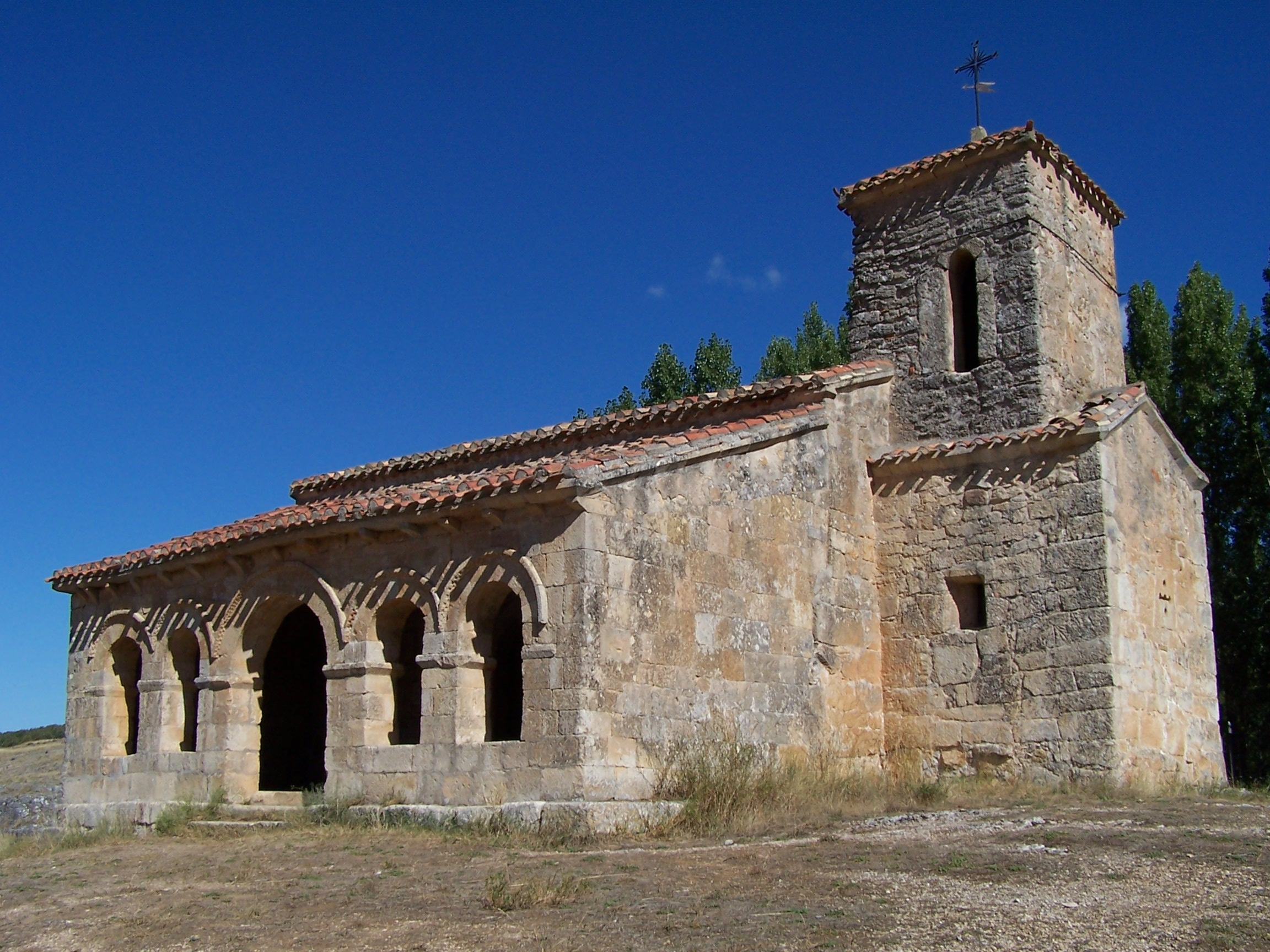
Ermita Santa Cecilia

Die Ermita Santa Cecilia ist eine kleine mozarabische Einsiedelei (ermita) in der Provinz Burgos in der Autonomen Gemeinschaft Kastilien-León. Die Kirche ist das einzige Bauwerk in der Provinz Burgos mit Anklängen an die mozarabische Architektur.

## Lage
Die Kirche erhebt sich auf einem Felsvorsprung in der Feld- und Waldeinsamkeit etwa 1200 m nordöstlich des kleinen Dorfes Barriosuso in einer Höhe von etwa 950 m. Der Bachlauf des Río Mataviejas (früher Río Ura) verläuft in nur etwa 100 m Entfernung.

## Geschichte
Die Ermita de Santa Cecilia wird erstmals im Jahr 924 erwähnt. Sie diente in der Folge sowohl als Einsiedelei als auch als Pfarrkirche des jetzt bereits seit geraumer Zeit verlassenen Dörfchens Tabladillo. Im Jahr 1041 gehörte sie zum Kloster San Pedro de Arlanza. Im Jahr 1125 ging sie in den Besitz des Klosters Santo Domingo de Silos über. Im ausgehenden 12. Jahrhundert erhielt der Bau nachträglich eine Südvorhalle (portico), wie sie an vielen ländlichen Kirchenbauten in den Provinzen Burgos, Soria und Segovia zu finden ist.

## Architektur
Von außen beeindruckt die aus weitgehend unbearbeiteten Bruchsteinen erbaute Kirche durch ihre abgeschiedene Lage und die Schlichtheit ihrer Formen. Man betritt die Kirche durch die später angefügte fünfbogige Südvorhalle, die aus exakt behauenem Steinmaterial gefügt ist, aber weder über die ansonsten üblichen Säulen noch über Kapitelle verfügt. Das zurückhaltend dekorierte Portal mit seinen doppelten Archivolten wurde ebenfalls im 12. Jahrhundert in die ursprüngliche Bausubstanz eingelassen. Das einschiffige Innere ist mit einem offenen Dachstuhl gedeckt. Der Triumphbogen zwischen dem längsrechteckigen Kirchenschiff und der nahezu quadratischen und tonnengewölbten Apsis ist als Hufeisenbogen gestaltet. Dieser Bogen – im Zusammenhang mit dem urkundlich belegten frühen Baudatum – rückt die Kirche in die Nähe von insgesamt 21 Bauten der mozarabischen Architektur im Norden Spaniens. Der Turm der Kirche erhebt sich über der Apsis und könnte – trotz seines Bruchsteinmauerwerks – eine Zutat des 12. Jahrhunderts sein, denn in der mozarabischen Architektur kommen Türme üblicherweise nicht vor.

## Ausstattung
Abgesehen von dem Triumphbogen finden sich auch im Innern der Kirche weder Säulen noch Kapitelle. Ein aus einem Stein herausgearbeitetes Weihwasserbecken zeigt an seinen Seiten jeweils zwei Rosettenmotive, die sowohl in der mozarabischen als auch in der romanischen Kunst vorkommen. Ein kleines Fensterkreuz in der Rückwand der Apsis mit kreisförmigen Enden und einer gleich großen kreisförmigen Mitte ist dagegen mit einiger Wahrscheinlichkeit als mozarabisch anzusehen. Eine – bedauerlicherweise verschwundene – scheibenförmige Stele mit einem Kreuzmotiv wurde in der unmittelbaren Umgebung gefunden; sie erinnert an die baskischen Hilarris.

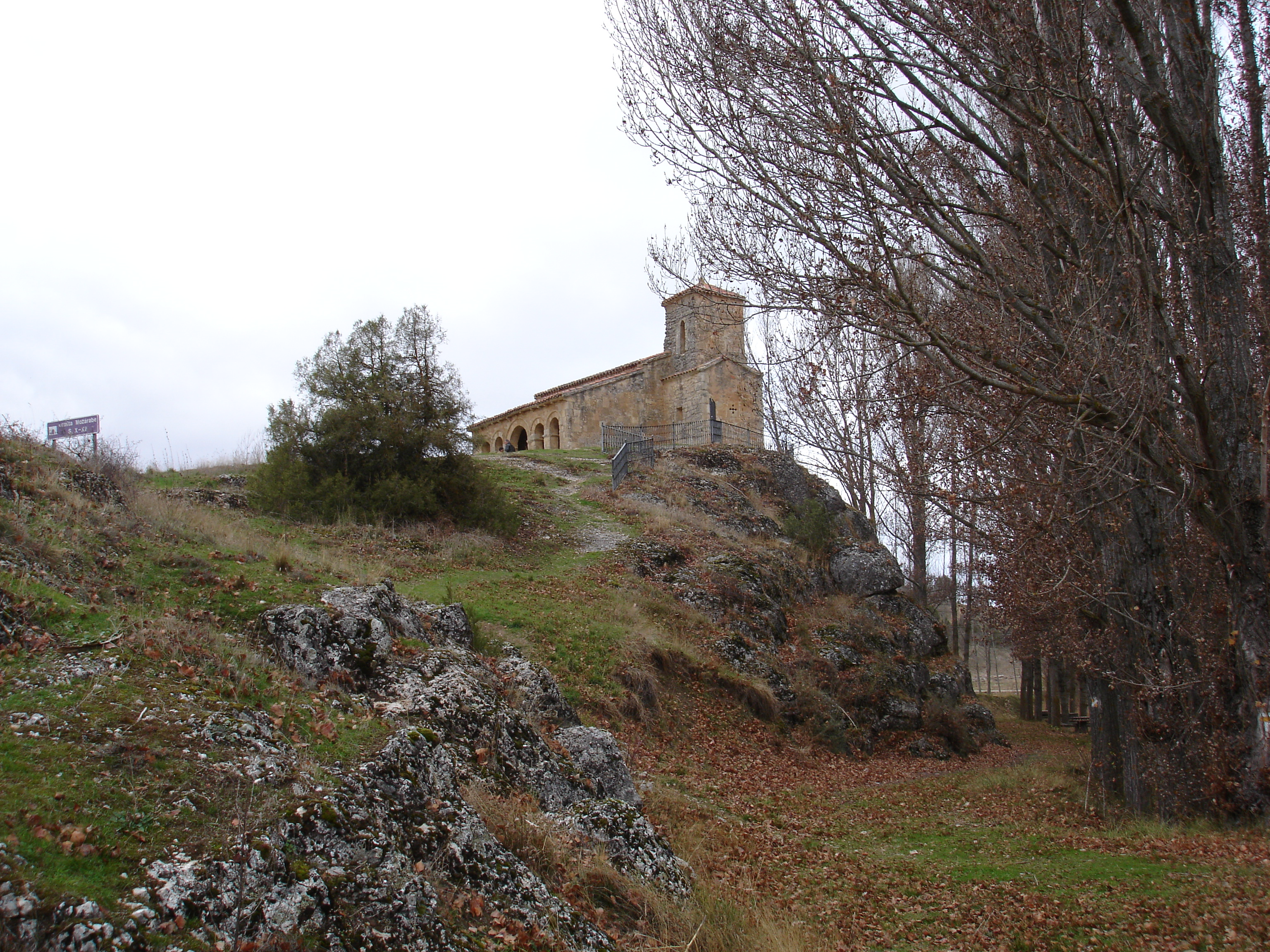
Die Kirche steht auf einem Felsvorsprung
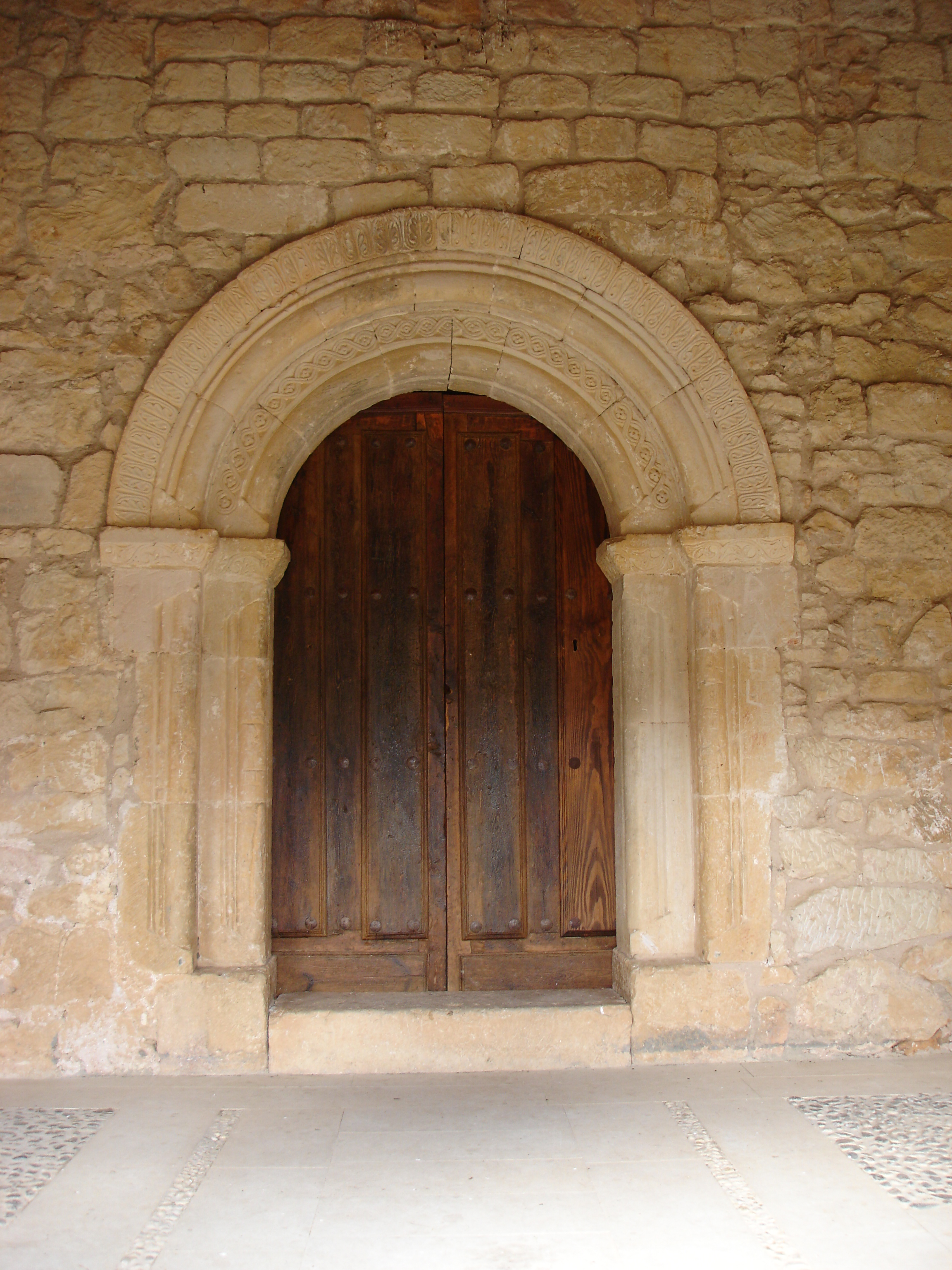
Romanisches Portal
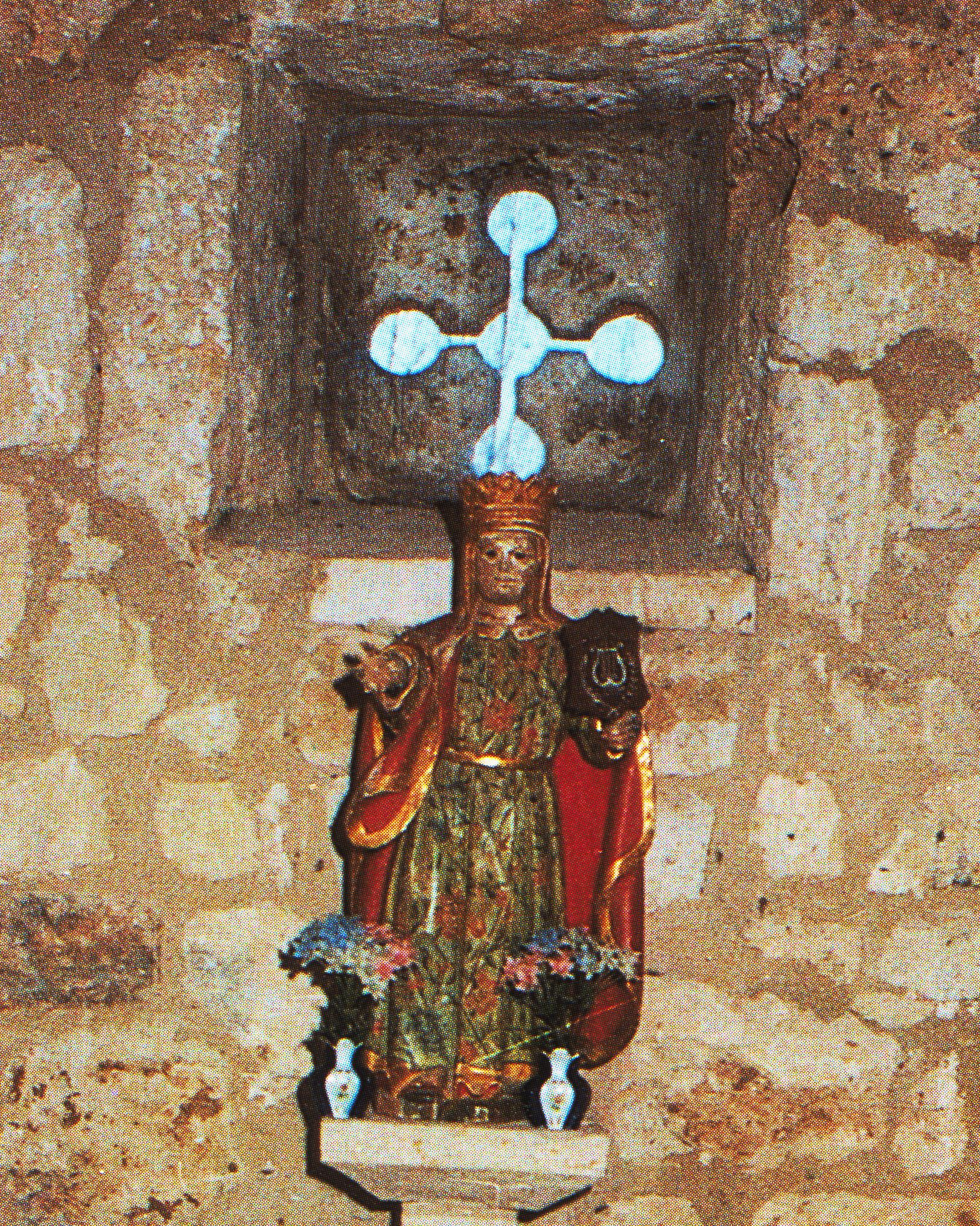
Apsis mit Fenster und Statue der hl. Cäcilia
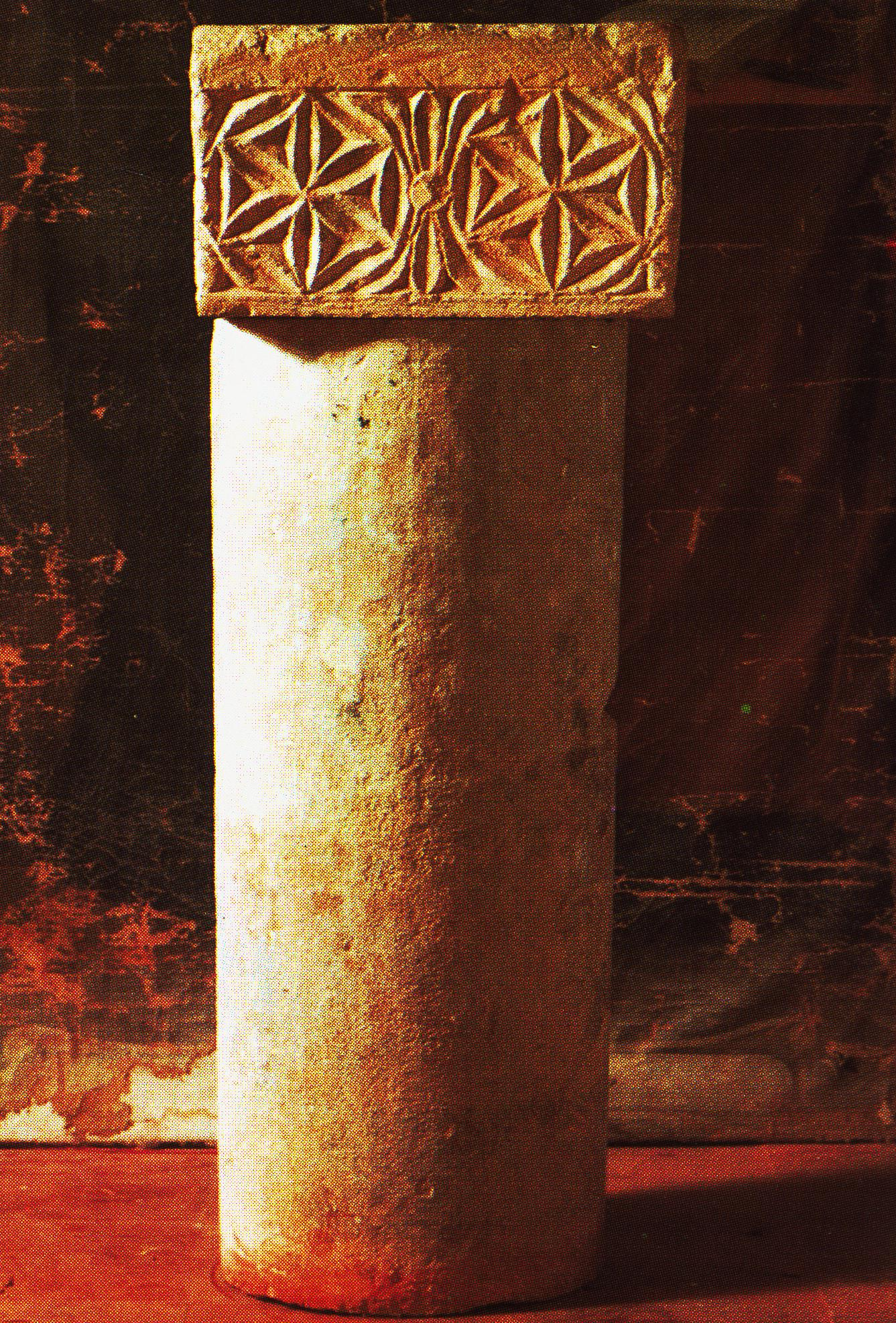
Weihwasserbecken